# Законодавчі збори Санкт-Петербурга
Законодавчі збори Санкт-Петербурга (рос. Законодательное собрание Санкт-Петербурга — постійно діючий вищий і єдиний законодавчий орган державної влади Санкт-Петербурга. Складається з 50 депутатів, які обираються на 5 років. Останні вибори пройшли 19 вересня 2021.
Офіційна резиденція — Маріїнський палац.

## Склад
Законодавчі збори складаються з 50 депутатів, які обираються на 5 років. Законодавчі збори Санкт-Петербурга утворюють зі свого складу органи Законодавчих зборів Санкт-Петербурга: комітет з законодавства, бюджетно-фінансовий комітет, постійні профільні комісії.

## Керівництво
- Олександр Бельський («Єдина Росія») — голова Законодавчих зборів з 29 вересня 2021.
- Микола Бондаренко («Єдина Росія») — заступник голови Законодавчих зборів.
- Павло Іткін (ЛДПР) — заступник голови Законодавчих зборів.

## Фракції
| Фракція           | Керівник                       | Кількість депутатів |
| ----------------- | ------------------------------ | ------------------- |
| Єдина Росія       | Крупник Павло Анатолійович     | 30                  |
| КПРФ              | Іванова Іріна Володимировна    | 7                   |
| Справедлива Росія | Шишкіна Марина Анатоліївна     | 5                   |
| ЛДПР              | Іткін Павло Михайлович         | 3                   |
| Нові люди         | Павлов Дмитро Геннадійович     | 3                   |
| Яблуко            | Шишлов Олександр Володимирович | 2                   |

## Комітети і комісії Законодавчих зборів Санкт-Петербурга
Структурно Законодавчі збори складаються з 2 постійних комітетів, 7 постійних комісій та робочих органів Законодавчого Зборів.
Комітети:
- Бюджетно-фінансовий комітет, голова — Максим Яковлєв (фракція «ЛДПР»)[1]
- Комітет з законодавству, голова — Віталій Мілонов (фракція «Єдина Росія»)

Комісії:
- Комісія з питань правопорядку та законності, голова — Олександр Кущак (фракція «Єдина Росія»)
- Комісія з міського господарства, містобудування і земельних питань, голова — Сергій Никешин (фракція «Єдина Росія»)
- Комісія з соціальної політики і охорони здоров'я, голова — Олена Кисельова (фракція «Єдина Росія»)[2]
- Комісія з освіти, культури і науки, голова — Максим Резник (фракція «Яблуко», безпартійний)
- Комісія з промисловості, економіки і власності, голова — Юрій Гатчин (фракція «Комуністична партія Російської Федерації»)
- Комісія з питань екології та природокористування, голова — Віктор Ложечко (фракція «Справедлива Росія»)
- Комісія з устрою державної влади, місцевого самоврядування та адміністративно-територіального устрою, голова — Сергій Соловйов (фракція «Єдина Росія»)

Робочі органи Законодавчого зборів:
- Контрольна група, голова — Костянтин Смирнов (фракція «Комуністична партія Російської Федерації»)
- Редакційна комісія, голова — Олександр Кобринський (фракція «Яблуко»)
- Лічильна комісія, голова — Олександр Кущак (фракція «Єдина Росія»)

## Повноваження
До повноважень Законодавчого зборів входять:
- Законодавча діяльність (в рамках повноважень суб'єкта федерації), в тому числі — право федеральної законодавчої ініціативи.
- Затвердження бюджету міста,
- Затвердження структури Уряду,
- Затвердження програм та планів соціально-економічного розвитку Санкт-Петербурга,
- Встановлення розмірів податків, зборів та інших платежів у бюджет міста,
- Обрання представника Законодавчих зборів у Раду Федерації Федеральних зборів Російської Федерації (в даний час — Людмила Косткіна),
- Обрання Уповноваженого з прав людини в Санкт-Петербурзі,
- Присвоєння звання Почесний громадянин Санкт-Петербурга.

## Історія
Вперше збори було зібрано в 1994.

## Голови
- Юрій Кравцов — 1 скликання (1994—1998, зміщений з посади рішенням Законодавчих зборів).
- Сергій Тарасов — 2 скликання (2000—2002, в 1998—2000 посада голови залишався вакантним).
- Вадим Тюльпанів — 3, 4 скликань (2003—2007, 2007—2011), у березні 2007 переобраний на посаду голови Законодавчих зборів 4 скликання.
- В'ячеслав Макаров — 5, 6 скликань (2011—2016[3], 2016—2021). 28 вересня 2016 року переобраний на посаду голови Законодавчих зборів 6 скликання.
- Олександр Бельський — 7 скликання (з 2021)